# Primeira Batalha de Ypres
A Primeira Batalha de Ypres ou, na sua forma portuguesa, de Ipres, também chamada de Batalha da Flandres, foi a última grande batalha do primeiro ano da Primeira Guerra Mundial (1914).
Em outubro de 1914 ocorria a estagnação da frente ocidental entre Lille, norte da França, e os montes Suíços, devido a erros cometidos pelo comando alemão no início da ofensiva em setembro e também por problemas logísticos enfrentados pelo Exército Alemão.
Após o fracasso da ofensiva alemã na Primeira Batalha do Marne, os exércitos oponentes realizaram diversas tentativas de se flanquearem mutuamente, fase da guerra que ficou conhecida como Corrida para o mar, e que levou à formação de uma extensa linha de defesas em toda frente ocidental.
O Alto-Comando Alemão diante dessa situação, decidiu lançar uma última ofensiva no outono de 1914. Foi selecionado o flanco direito de sua frente de combate, região de Flandres na Bélgica, para o emprego das forças alemães recém-recrutadas, com no máximo seis semanas de treinamento e inexperientes no combate. O objetivo da ofensiva era romper o dispositivo inimigo, e assegurar dessa forma a vitória sobre os aliados, que escapava rapidamente.

## Composição das forças
As forças alemãs na frente de Ypres eram formadas por dois Exércitos de Campanha, o IV e o VI.

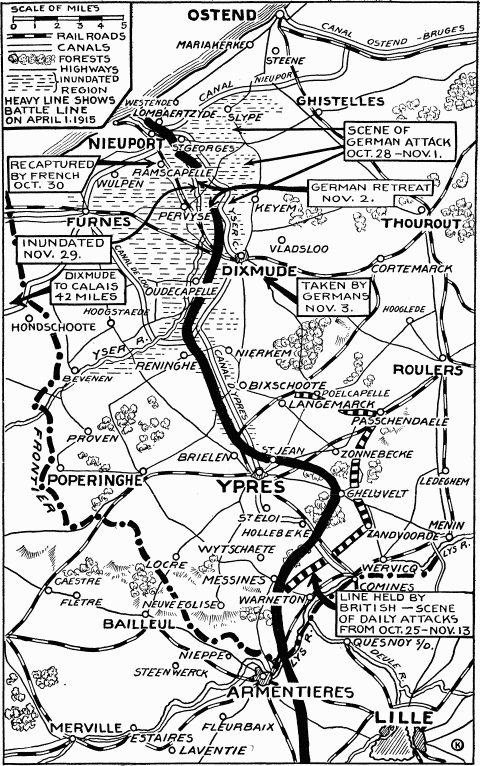
Frente de Ypres, outubro—novembro de 1914.

O IV Exército de Campanha, comandado pelo Marechal-de-Campo Albrecht, Duque de Württemberg, contava com cinco Corpos de Exército da Reserva constituído por voluntários recrutados durante a fase de mobilização. O III Corpo de Exército, comandado pelo General Hans Hartwig von Beseler, enquadrava a 5ª Divisão da Reserva, 6ª Divisão da Reserva e 4ª Divisão Ersatz (substituta), esta procedente de Antuérpia e com alguma experiência em combate, cobria o flanco direito da frente do Exército, na região de Nieuport área próxima da costa do Mar do Norte. O XXII Corpo de Exército, constituído pela 43ª Divisão da Reserva e 44ª Divisão da Reserva, atuando na região de Dixmude. O XXIII Corpo de Exército, formado pela 45ª Divisão da Reserva e 46ª Divisão da Reserva na região de Houthust. O XXVI Corpo de Exército, comandado pelo General Von Hügel, formado pela 51ª Divisão da Reserva e 52ª Divisão da Reserva, atuando na região de Poelkapelle e Passchendaele, respectivamente. O XXVII Corpo de Exército, comandado pelo General Carlowitz e formado pela 53ª Divisão da Reserva e 54ª Divisão da Reserva, atuando na região de Becelaere. O Exército contava ainda com razoável apoio de fogo de artilharia pesada. O moral da tropa era excelente, e nas palavras do General Guderian: "Provavelmente nenhum soldado alemão jamais fora para o combate com tanto entusiasmo e vibração quanto esses homens desses novos regimentos".
O VI Exército Alemão, comandando pelo Príncipe Rupprecht da Baviera, ocupava a frente ao sul do IV Exército. Constituído por uma mistura de tropas regulares e da reserva de infantaria e cavalaria. A missão inicial atribuída a este Exército era romper para o oeste, atraindo a atenção das forças aliadas, mais especificamente da Força Expedicionária Britânica que confrontava sua área de atuação, facilitando dessa forma o avanço do IV Exército à sua direita.
As tropas aliadas eram formadas pela Força Expedicionária Britânica, na região mais ao sul, com cerca de 7 divisões de infantaria e 3 de cavalaria. Os franceses atuavam na área central do dispositivo, com 11 divisões de infantaria e oito de cavalaria. O Exército Belga fechava o dispositivo aliado ao norte, até a região costeira, com quatro divisões de exército. As forças aliadas estavam desdobradas ao longo do corte do Rio Yser e de seu canal que se estendia para o sul até a localidade de Comines. A região é plana e alagadiça ao norte, possuindo elevações ao sul de Ypres, no setor que foi guarnecido pelos britânicos.

## A Batalha de Langemarck
A ofensiva foi iniciada em 20 de outubro com o IV Exército atacando na direção das localidades de Dixmude, Houthulst, PoelKapelle, Passchendaele e Becelaere. Os objetivos iniciais foram conquistados apesar das pesadas baixas sofridas.

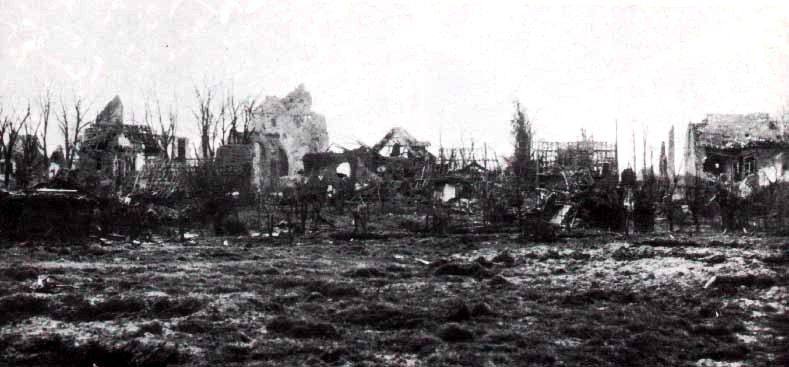
Langemarck, outubro de 1914.

O ataque prosseguiu em 21 de outubro com as tropas alemãs avançando na direção de Langemarck e Broodseinde. As duas localidades foram severamente atingidas pela artilharia alemã. A resistência aliada foi intensa obrigando o comando alemão a utilizar suas reservas para fechar as brechas na frente de combate, tornando as baixas ainda maiores.
Em 22 de outubro as forças alemães realizaram nova tentativa de tomar Langemarck, sem sucesso. As forças aliadas tiveram ímpeto para montar um contra-ataque, demonstrando que seu poder de combate ainda estava intacto apesar dos ferozes combates travados.
A 23 de outubro os alemães atacaram na região de Bixschote, conseguindo alcançar sua extremidade leste, e mais ao norte chegando até as entradas de Dixmude. As conquistas, entretanto, foram modestas frente ao enorme número de baixas sofridas e as tropas tiveram que cavar abrigos para se proteger.
"Na noite de 23 de outubro, depois de quatro dias de combate, o primeiro ataque violento dos novos corpos no Canal Yser havia sido detido."

## Ofensiva do VI Exército
O VI Exército formou o Grupo de Assalto Fabeck, constituído pelo 2º Regimento de Infantaria, pertencente ao XV Corpo da Baviera, e pela metade do XIII Corpo de Exército.
Em 29 de outubro o assalto às linhas britânicas começou em uma frente de 10 km no setor do VI Exército, executado por cinco divisões. O Grupo de Assalto foi empregado na direção geral de Menin-Ypres, visando romper a frente aliada e ocupar Ypres. O avanço foi difícil, sendo as tropas alemãs sucessivamente reforçadas com a 6ª Divisão Reserva da Baviera, 3ª Divisão da Pomerânia e elementos de cavalaria.
No dia 31 de outubro a frente britânica foi rompida, com a ocupação pelas forças alemãs da localidade de Gheluvelt, mas foi restaurada após um bem-sucedido contra-ataque do 2º Regimento de Worcestershire que reocupou a vila e fechou a brecha.
Em 1 de novembro a localidade de Messines ao sul foi conquistada pelos alemães.

## Batalha pelo Saliente de Ypres
O VI Exército foi reforçado pela 4ª Divisão Jäger (Caçadores) e elementos da Divisão de Guarda Winkler, que juntamente com o XV Corpo de Exército formaram o Grupo de Assalto Lisingen, com o objetivo de atacar o saliente de Ypres, na direção geral da estrada Menin-Ypres.
Em 10 de novembro, na frente do XXIII Corpo do IV Exército, alguns regimentos conseguiram capturar Dixmude e prosseguiram para o objetivo seguinte em Drie Grachten e Het Sas. Enquanto isso a 9º Divisão da Reserva atacava na frente do III Corpo Exército, não obtendo êxito e registrando muitas baixas nesse setor.
No dia 11 de novembro o Grupo de Assalto Lisingen atacou no eixo da estrada Menin-Ypres, atingindo poucos resultados. Diante do impasse na frente de combate, os comandantes dos dois exércitos solicitaram reforços ao escalão superior.
O Alto-comando alemão enviou uma divisão de infantaria do VII Exército para reforçar o VI Exército, e o III Exército cedeu outra divisão e uma brigada para reforçar o IV Exército. Ambas divisões seguiram apenas com suas tropas de infantaria, deixando sua artilharia para trás. O Exército Alemão já sofria nessa ocasião com escassez de munição de artilharia o que vinha diminuindo seu poder de combate.
O IV Exército apesar dos reforços recebidos decidiu não realizar nenhum ataque. O VI Exército ainda empregou o Grupo de Assalto Lisingen em mais um ataque que foi repelido pelas forças britânicas com pesadas baixas.
"Em 18 de movembro, entre o mar e Douvre, mais de 27 divisões de infantaria e uma divisão de cavalaria alemãs faziam frente a 22 divisões de infantaria e 10 divisões de cavalaria inimigas".

## Resultado Final
Com o fracasso final da ofensiva em Ypres, em 18 de novembro, os dois Exército Alemães resolveram adotar a guerra de posição. No total, a Batalha de Ypres consumiu mais de 100 000 homens do Exército Alemão, entre tropas veteranas e voluntários recrutados, e também muitos de seus comandantes. Nenhum avanço significativo foi realizado em nenhum dos ataques realizados, e a frente se manteve estável no corte do Rio Yser e de seu canal ao sul.
As tropas aliadas também sofreram pesadas perdas, e a batalha de Ypres é lembrada na Inglaterra como a batalha que consumiu o poder de combate da Força Expedicionária Britânica. Do lado francês as coisas também não foram melhores. O único resultado positivo para os aliados, apesar das pesadas baixas sofridas, foi ter evitado o rompimento da frente de combate no setor norte da Frente Ocidental.